# Тоунь
45°15′ пн. ш. 15°19′ сх. д. / 45.25° пн. ш. 15.32° сх. д.
Тоунь (хорв. Tounj) – громада і населений пункт в Карловацькій жупанії Хорватії.

## Населення
Населення громади за даними перепису 2011 року становило 1 150 осіб. Населення самого поселення становило 346 осіб.
Динаміка чисельності населення громади:
Динаміка чисельності населення центру громади:

## Населені пункти
Крім поселення Тоунь, до громади також входять:
- Герово-Тоунсько
- Камениця-Скрадницька
- Поток-Тоунський
- Ребровичі
- Тржич-Тоунський
- Зденаць